# نيكوس ماريناكيس
نيكوس ماريناكيس (باليونانية: Νίκος Μαρινάκης)‏ (12 سبتمبر 1993 بكاندية في اليونان - ) هو لاعب كرة قدم يوناني في مركز الظهير. شارك مع منتخب اليونان تحت 17 سنة لكرة القدم ومنتخب اليونان تحت 19 سنة لكرة القدم ومنتخب اليونان تحت 20 سنة لكرة القدم ومنتخب اليونان تحت 21 سنة لكرة القدم. أما مع النوادي، فقد لعب مع باناثينايكوس وNiki Volos F.C. ‏.

## روابط خارجية
- نيكوس ماريناكيس على موقع قاعدة بيانات كرة القدم.إي يو (الإنجليزية)
- نيكوس ماريناكيس على موقع Soccerway.com (الإنجليزية)
- نيكوس ماريناكيس على موقع AS.com (الإسبانية)